# Peter Beadle
Peter Clifford William James Beadle (Lambeth, 13 maggio 1972) è un allenatore di calcio ed ex calciatore inglese, di ruolo attaccante.

## Carriera

### Giocatore
Fa il suo esordio tra i professionisti l'11 marzo 1989, non ancora diciassettenne, in una partita del campionato di Third Division tra Gillingham e Cardiff City. Nel marzo del 1990, dopo aver segnato 2 reti in 10 presenze in Fourth Division, viene ceduto in prestito fino a fine stagione al Margate, club di Southern League Southern Division (all'epoca settima divisione inglese, e terzo livello al di sotto della Football League), ma dopo una sola partita giocata (la sconfitta per 2-1 sul campo del Dunstable del 31 marzo 1990) il prestito viene prematuramente interrotto e Beadle torna al Gillingham, con cui gioca fino al termine della stagione 1991-1992 nella quarta divisione inglese, per un totale di ulteriori 55 presenze e 12 reti nella quarta divisione inglese. Nell'estate del 1992 viene acquistato per 300000 sterline dal Tottenham, club di prima divisione, che lo tiene in rosa per 2 stagioni senza mai farlo esordire in partite ufficiali; in entrambe le stagioni trascorre peraltro l'intero girone di ritorno in prestito in altri club: nella stagione 1992-1993 mette a segno 2 reti in 9 presenze in terza divisione con il Bournemouth mentre l'anno seguente totalizza 8 presenze ed una rete in seconda divisione con il Southend Utd. Nell'estate del 1994 viene ceduto per sole 5000 sterline al Watford, altro club di seconda divisione, dove rimane fino al novembre del 1995 totalizzando 23 presenze ed una rete in seconda divisione.
Dal novembre del 1995 al termine della stagione 1997-1998 milita nella terza divisione inglese con i Bristol Rovers, che lo acquistano per 30000 sterline: con la maglia dei Pirates sfiora anche una promozione in seconda divisione, e totalizza complessivamente 109 presenze e 39 reti in partite di campionato; nell'estate del 1998 passa per 300000 sterline al Port Vale, club di seconda divisione, con cui mette a segno 6 reti in 23 presenze in campionato per poi essere ceduto nel febbraio del 1999 per 250000 sterline al Notts County, in terza divisione: dopo 8 mesi nel club, in cui realizza complessivamente 3 reti in 22 partite di campionato, passa al Bristol City, con cui gioca in terza divisione fino al termine della stagione 2002-2003, raggiungendo tra l'altro in 2 diverse occasioni la finale del Football League Trophy, che vince nella stagione 2002-2003. Tra la seconda parte della stagione 2002-2003 (nella quale non viene mai impiegato in partite di campionato dal Bristol City) ed i primi mesi della stagione 2003-2004 è più volte sul punto di essere ceduto e sostiene anche dei provini con vari club, riuscendo ad avere solo un breve contratto con il Brentford, con cui nel settembre del 2003 gioca 12 minuti in una partita del campionato di terza divisione (che si rivelerà essere peraltro la sua ultima nei campionati della Football League); firma poi un contratto con il Barnet, club di Football Conference (quinta divisione e più alto livello calcistico inglese al di fuori della Football League), ma dopo 3 reti in 13 partite di campionato (e 2 reti in altrettante partite di FA Cup) si svincola e va a giocare nei dilettanti del Team Bath, con cui conclude la stagione con il doppio ruolo di giocatore e vice allenatore; l'anno seguente gioca invece 9 partite senza mai segnare con i dilettanti del Clevedon Town, nei quali ricopriva anche un incarico dirigenziale con il ruolo di Commercial Manager, per poi terminare definitivamente la carriera agonistica.
In carriera ha totalizzato complessivamente 344 presenze ed 80 reti nei campionati della Football League (di cui 54 presenze ed 8 reti nella seconda divisione inglese), 20 presenze e 5 reti in FA Cup e 41 presenze e 7 reti fra Coppa di Lega e Football League Trophy, per un totale di 405 presenze e 92 reti in competizioni professionistiche.

### Allenatore
Dopo la già citata esperienza nel Team Bath, dal maggio all'ottobre del 2005 allena il Taunton Town, club di Southern Football League (settima divisione). Successivamente lascia il club per andare ad allenare il Newport County, club di Conference South: nella sua prima stagione grazie ad una serie di risultati positivi riesce a conquistare una tranquilla salvezza (prima del suo arrivo il club era a ridosso della zona retrocessione). L'anno seguente raggiunge anche il primo turno della FA Cup, poi perso contro un altro club gallese, lo Swansea City: in questa partita Beadle è anche protagonista di un episodio che gli costerà 7 giornate di squalifica, dal momento che dopo essere stato espulso si rende protagonista di una lite con arbitro e quarto uomo, con quest'ultimo che viene anche colpito da una moneta lanciata dagli spalti proprio durante la lite con Beadle; al di là dell'episodio disciplinare la stagione è comunque positiva, dal momento che il club conquista un sesto posto in classifica (e, con una vittoria nella partita persa all'ultima giornata contro il Cambridge City, avrebbe anche raggiunto i play-off) e raggiunge la finale (poi persa contro il The New Saints) della FAW Premier Cup. L'anno seguente Beadle riesce invece a vincere il trofeo: dopo aver eliminato lo Swansea City ed il Cardiff City (entrambi militanti nei campionati professionistici inglesi), sconfigge infatti il Llanelli Town nella finale della competizione; il campionato si conclude invece con un nono posto in classifica, che però è paradossalmente a ridosso della zona play-off: con una vittoria casalinga nell'ultima giornata contro il Fisher Athletic il Newport County avrebbe infatti finito il campionato al quinto posto: la sconfitta nell'incontro in questione, e la delusione per la seconda mancata qualificazione consecutiva ai play-off, finisce per costare il posto all'allenatore, che il 27 aprile 2008 (il giorno dopo la partita) viene esonerato.
Terminato l'incarico da allenatore al Newport County Beadle viene subito ingaggiato dal West Bromwich come scout e vice nelle squadre giovanili del club, incarichi che ricopre fino al marzo del 2010 quando, dopo 5 anni, torna al Clevedon Town, questa volta come allenatore, in Southern Football League; al termine della stagione 2009-2010 lascia tuttavia nuovamente il club, a seguito della retrocessione in ottava divisione con cui si era concluso il campionato.
Nei 2 anni seguenti lavora come allenatore dell'Under-16 del Cheltenham Town, mentre nell'aprile del 2013, dopo quasi un anno di inattività, va a lavorare come responsabile del settore giovanile all'Hereford Utd; il 20 marzo 2014 subentra a Martin Foyle come allenatore ad interim della prima squadra, in Football Conference: rimane in carica per il resto della stagione, conquistando un ventesimo posto in classifica (evitando quindi la retrocessione in sesta divisione, grazie anche ad una vittoria all'ultima giornata sul campo dell'Aldershot Town). A fine anno lascia il club e passa al Sutton Utd, club di sesta divisione, dove lavora per un anno come vice. Nell'estate del 2015 fa quindi ritorno all'Hereford (nel frattempo rifondato dopo un fallimento e ripartito dalla Midland Football League, ovvero la nona divisione); rimane nel club per 3 stagioni consecutive, vincendo altrettante Herefordshire County Cup (ed una Midland Football League Cup) ed altrettanti campionati (la Midland Football League e la Division One della Southern Football League e la Southern Football League), portando così il club dalla nona alla sesta divisione inglese durante la sua permanenza. Nella stagione 2015-2016 raggiunge inoltre la finale di FA Vase, che poi perde per 4-1 contro il Morphet Town. Il 13 settembre 2018 viene esonerato dopo 8 partite di National League North (sesta divisione) con la squadra che si trovava al dodicesimo posto in classifica: con il club in 146 partite ufficiali ha avuto un bilancio complessivo di 110 vittorie, 18 pareggi e 18 sconfitte. Il 22 agosto 2020, dopo un periodo di inattività, diventa allenatore del Barnet, club di National League (quinta divisione): il 14 dicembre dello stesso anno, dopo 9 partite di campionato senza nemmeno una vittoria conquistata e con la squadra che si trovava di un solo punto sopra la zona retrocessione, viene però esonerato, con un bilancio totale di 4 vittorie, 3 pareggi e 9 sconfitte in 14 partite ufficiali allenate fra tutte le competizioni. Nell'estate del 2022 è stato ingaggiato dallo Yate Town, club di Southern Football League (settima divisione); il 23 ottobre 2022 si è tuttavia dimesso dall'incarico.

## Palmarès

### Giocatore

#### Competizioni nazionali
- English Football League Trophy: 1

Bristol City: 2002-2003

### Allenatore

#### Competizioni nazionali
- FAW Premier Cup: 1

Newport County: 2007-2008
- Southern Football League: 1

Hereford United: 2017-2018
- Southern Football League Division One: 1

Hereford United: 2016-2017
- Midland Football League: 1

Hereford United: 2015-2016
- Midland Football League Cup: 1

Hereford United: 2015-2016

#### Competizioni regionali
- Herefordshire County Cup: 3

Hereford United: 2015-2016, 2016-2017, 2017-2018